# Belloneon
Das Belloneon ist ein frühes Exemplar eines selbstspielenden Automaten mit durchschlagenden Zungen zur Tonerzeugung.
Johann Gottfried Kaufmann und Friedrich Kaufmann baute ein derartiges Instrument erstmals im Jahr 1805.

## Technische Beschreibung
Dieses hatte 24 durchschlagende Zungen aus Metall und trompetenähnliche Resonatoren. 
Eine Begleitung mit zwei Trommeln. 
Diese durchschlagenden Zungen erlaubten sowohl laute wie auch leise Musikpassagen. 
Das Instrument war in einen Mahagoni Holzgehäuse eingebaut.
Der obere Teil des Belloneons präsentiert eine Kriegsstrophe in der Mitte sind 24 Trompeten platziert; 
unten sind zwei Topftrommeln und die dazugehörigen Schlagstöcke eingebaut. 
Es spielt Tanzmusik und Märsche, mit außergewöhnlicher Perfektion.
Das Deutsche Museum in München besitzt ein Belloneon.